# Communistische Arbeidspartij van Turkije/Leninist
De Communistische Arbeidspartij van Turkije/Leninist (Turks: Türkiye Komünist Emek Partisi/Leninist) (TKEP/L) is een illegale communistische partij in Turkije. De TKEP/L is op 1 september 1990 opgericht na een splitsing in de Communistische Arbeidspartij van Turkije (TKEP).
In tegenstelling tot de TKEP, voert de TKEP/L een gewapende strijd. Hun gewapende vleugel, genaamd de Leninistische Guerrillaeenheden (Turks: Leninist Gerila Birliği), voert regelmatig aanvallen uit maar doet niet aan daadwerkelijke guerrilla. De laatste grote actie van de LGB was op 19 december 2000, toen de LGB een kantoorgebouw van de Partij van de Nationalistische Beweging in Istanboel aanviel. Deze aanval was een wraakactie op de moord van twee TKEP/L leden.